# Alice Leeuwerck
Alice Leeuwerck (15 december 1990) is een Belgisch politica voor de liberale MR.

## Levensloop
Leeuwerck behaalde in 2012 het diploma van bachelor vertaler-tolk aan het Institut Marie Haps, werd in 2014 master in de Europese Studies, optie cultuur en geschiedenis aan de ULB en behaalde in 2015 een postgraduaat in het conferentietolken aan de Katholieke Universiteit Leuven. 
Van 2015 tot 2016 werkte ze als leerkracht aan de internationale school Montgomery in Brussel en van 2016 tot 2018 was ze parlementair medewerkster van Waals Parlementsleden Jean-Luc Crucke en Philippe Bracaval. In 2018 werd ze korte tijd leerkracht in het Atheneum van Komen-Waasten. Bovendien stichtte ze in 2017 haar eigen taalschool, Alfa Academy.
Leeuwerck werd politiek actief voor de MR en was van 2012 tot 2017 voorzitter van de lokale jongerenafdeling in Komen-Waasten. Daarnaast was ze van 2015 tot 2019 vicevoorzitter van de nationale afdeling van de Jeunes MR. 
Sinds december 2012 is Leeuwerck gemeenteraadslid van Komen-Waasten. Na de gemeenteraadsverkiezingen van 2018 werd ze er burgemeester.
Bij de verkiezingen van mei 2019 werd Leeuwerck tevens verkozen tot lid van het Waals Parlement. Omdat ze echter niet genoeg stemmen behaalde om haar mandaat van burgemeester te mogen combineren met dat van parlementslid, moest ze een keuze maken tussen beide mandaten. Ze koos uiteindelijk voor het burgemeesterschap en stond haar zetel in het parlement af aan eerste opvolger Véronique Durenne.